# نتی

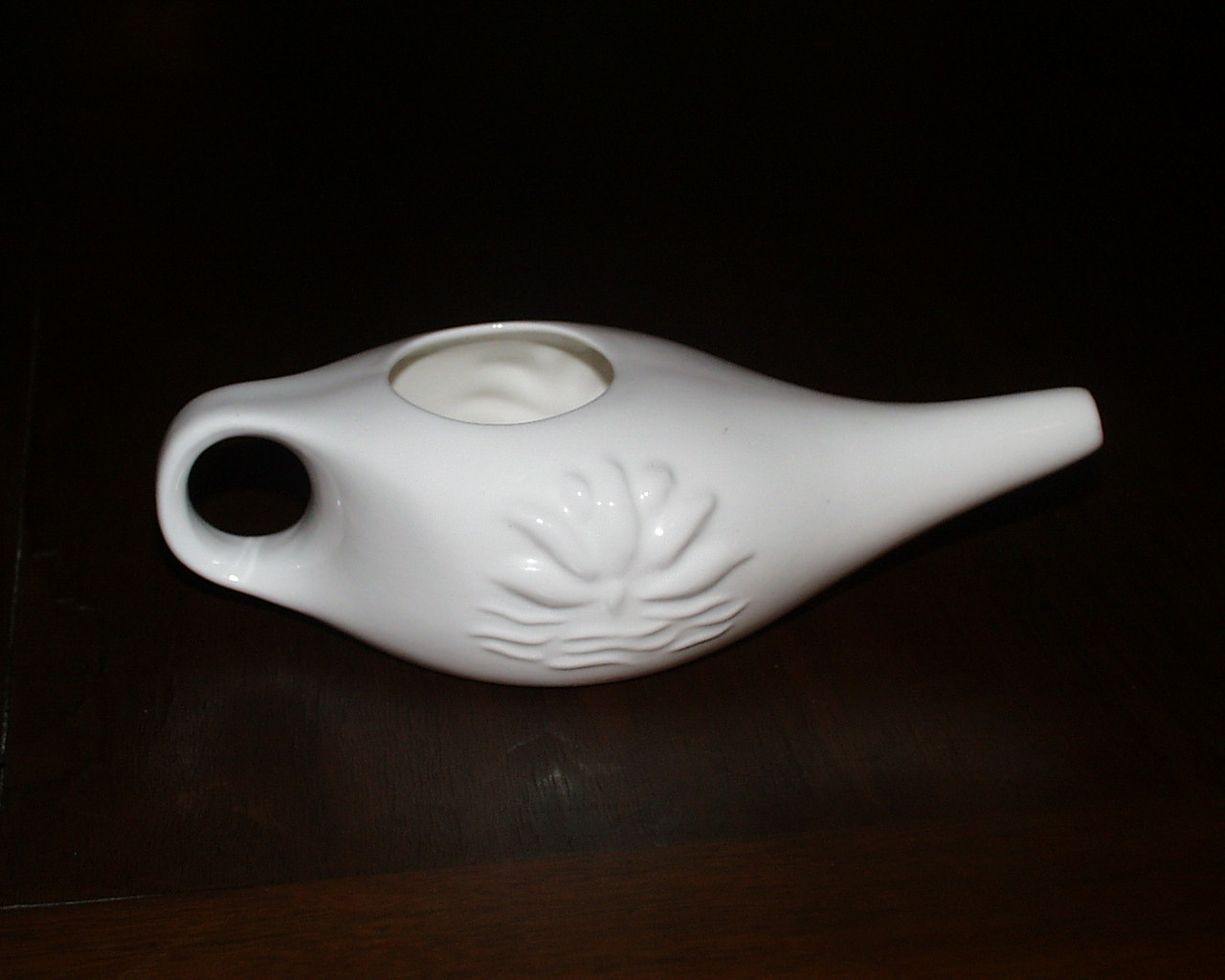
ظرف نتی سرامیکی. ظروف نتی را می‌توان از شیشه، فلز یا پلاستیک نیز ساخت

نتی (به سانسکریت: नेती netī) یک شاتکارما می‌باشد، پاکسازی بینی با عبور دادن آب نمک به‌طور متناوب از سوراخ‌های بینی معمولاً به نتی اثرات مفید زیادی نسبت می‌دهند که از اثرات فیزیولوژیکی عمیق بر بدن، ذهن و شخصیت تا حتی روشن بینی را شامل می‌شود.

## نتی

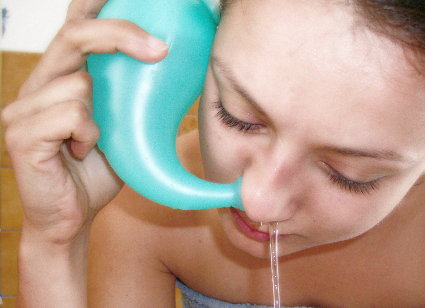
شستن بینی با ظرف نتی

برای این روش، آب نمک ایزوتونیک استریل شده و ولرم در یک سوراخ بینی ریخته می‌شود تا از سوراخ دیگر خارج شود. سپس این روش از طرف دیگر تکرار می‌شود و بینی با خم شدن به جلو و با تنفس سریع خشک می‌شود.

## یادداشت
1. ↑  Neti – Nasal Cleansing بایگانی‌شده  در ۳۰ دسامبر ۲۰۱۷ توسط Wayback Machine, in Yoga Magazine, a publication of Bihar School of Yoga
2. ↑  Taspinar, B; Aslan, UB; Agbuga, B; Taspinar, F (June 2014). "A comparison of the effects of hatha yoga and resistance exercise on mental health and well-being in sedentary adults: a pilot study". Complementary Therapies in Medicine. 22 (3): 433–440. doi:10.1016/j.ctim.2014.03.007. PMID 24906581.
3. ↑  Jala & Sutra Neti Instructions from yoga-age.com.